# Lepidozygus tapeinosoma
Lepidozygus tapeinosoma (Bleeker, 1856) è un piccolo pesce d'acqua salata appartenente alla famiglia Pomacentridae, unico esponente del genere Lepidozygus e della sottofamiglia  Lepidozyginae.

## Distribuzione e habitat
Questa specie è diffusa nelle acque dell'Indo-Pacifico occidentale, dalle coste africane alla Nuova Caledonia.

## Descrizione
Raggiunge una lunghezza massima di 10,5 cm.

## Riproduzione
È una specie ovipara: la femmina depone uova e il maschio le feconda subito dopo. Le cure parentali sono officiate dal maschio, che cura e ossigena le uova.

## Acquariofilia
L. tapeinosoma è diffusa in commercio per l'acquario marino di barriera.